# Langhiano
| Periodo                                                                                   | Epoca       | Piano         | Età (Ma)    |
| ----------------------------------------------------------------------------------------- | ----------- | ------------- | ----------- |
| Quaternario                                                                               | Pleistocene | Gelasiano     | Più recente |
| Neogene                                                                                   | Pliocene    | Piacenziano   | 3,600       |
| Neogene                                                                                   | Pliocene    | Zancleano     | 5,333       |
| Neogene                                                                                   | Miocene     | Messiniano    | 7,246       |
| Neogene                                                                                   | Miocene     | Tortoniano    | 11,63       |
| Neogene                                                                                   | Miocene     | Serravalliano | 13,82       |
| Neogene                                                                                   | Miocene     | Langhiano     | 15,98       |
| Neogene                                                                                   | Miocene     | Burdigaliano  | 20,45       |
| Neogene                                                                                   | Miocene     | Aquitaniano   | 23,04       |
| Paleogene                                                                                 | Oligocene   | Chattiano     | Più antico  |
| Suddivisione del Neogene secondo la Commissione internazionale di stratigrafia dell'IUGS. |             |               |             |

Nella scala dei tempi geologici, il Langhiano è il terzo dei sei  piani o stadi stratigrafici in cui è suddiviso il Miocene, la prima delle due epoche del Neogene.

Questa unità cronostratigrafica si estende tra  15,98 e 13,82 milioni di anni fa (Ma).
Il Langhiano è preceduto dal Burdigaliano e seguito dal Serravalliano.

## Etimologia
Il suo nome deriva dal territorio delle Langhe, nell'area a nord di Ceva in provincia di Cuneo, dove questo piano fu osservato nel 1864 dal geologo italiano Lorenzo Pareto che lo introdusse nella letteratura scientifica.

## Definizioni stratigrafiche e GSSP
La base del Langhiano è data dalla prima comparsa dei foraminiferi della specie Praeorbulina glomerosa  e corrisponde al vertice della cronozona di polarità magnetica C5Cn.1n.
Il limite superiore del Langhiano, nonché base del successivo Serravalliano, è dato dalla prima comparsa dei fossili di nanoplancton della specie Sphenolithus heteromorphus ed è all'inizio nella cronozona magnetica C5ABr.

### GSSP
Il GSSP, il profilo stratigrafico di riferimento della Commissione Internazionale di Stratigrafia, non è ancora stato definito al 2010.

## Eventi significativi
Intorno ai 15,5 milioni di anni fa si ha, in Africa, la presunta datazione dei fossili di Afropithecus turkanensis, ritrovati anche in Arabia Saudita. È una scimmia antropomorfa ed è il probabile antenato comune fra l'orango e l'uomo, o fra i pongidi del genere Sivapithecus e il genere Kenyapithecus, probabile antenato dell'uomo.
Tra i 14,8 e i 14,5 milioni di anni fa si ha l'estinzione di massa del Miocene medio, che portò all'estinzione del 30% delle specie di mammiferi conosciuti, probabilmente dovuta a un impatto asteroidale (le cui tracce sono visibili nel cratere da impatto del Nördlinger Ries), o per le polveri vulcaniche prodotte dall'attività tipica della Rift valley in Tanzania, che portarono ad un raffreddamento globale del pianeta, con conseguente avanzamento della banchisa polare antartica.
Intorno ai 14 milioni di anni fa si ha, sempre in Africa, la presunta datazione dei fossili di Kenyapithecus wickeri, ritrovati da Louis Leakey nel 1961 nel sito di Fort Ternan in Kenya. È una scimmia antropomorfa ed è ritenuta un antenato comune fra le grandi scimmie (Gorilla) e l'uomo.